# Kymco
Kymco (Kwang Yang Motor Co) är ett taiwanesiskt företag som tillverkar cyklar, mopeder, scooter, motorcyklar, mobility scooters, ATV och UTV. Företaget grundades 1963 och har idag cirka 4000 medarbetare och producerar drygt 1 000 000 fordon per år. Kymco finns etablerat i alla världsdelar.